# 오카야마 대학
오카야마 대학(일본어: 岡山大学, 영어: Okayama University)은 일본의 명문 국립 대학이다. 오카야마현 오카야마시 기타구(北區)에 위치하고 있다.

## 연혁
오카야마 대학의 기원은 1870년에 오카야마번(岡山藩)이 설립한 의학관(醫學館)이다.
- 1872년1월 의학소(醫學所)로 개칭.
- 1872년7월 의학교장(醫學敎場)으로 개칭.
- 1880년 오카야마 현 의학교(岡山縣醫學校)로 개칭.
- 1888년 관립 제3고등중학교(第三高等中學校) 의학부가 됨.
- 1894년 제3고등학교(第三高等學校) 의학부로 개칭.
- 1901년 오카야마 의학 전문학교로서 독립.
- 1922년 대학령에 의한 오카야마 의과 대학(岡山醫科大學)으로 승격.
- 1949년 오카야마 의과 대학, 제6고등학교[3](第六高等學校), 오카야마 사범학교[4](岡山師範學校), 오카야마 청년 사범학교[5](岡山靑年師範學校), 오카야마 농업 전문학교[6](岡山農業專門學校)를 통합해, 신제 오카야마 대학 발족.
- 1960년 공학부를 설치.
- 1976년 약학부를 설치.
- 1979년 치과학부를 설치.
- 1980년 법문학부를 개조: 법학부, 문학부.
- 1994년 환경 이공학부를 설치.

## 캠퍼스
- 쓰시마(津島) 캠퍼스: 대학 본부 캠퍼스.
- 오카야마현 오카야마시 기타구(北區) 쓰시마 나카(津島中) 1-1-1.
- 시카타(鹿田) 캠퍼스: 의학부, 치과학부 캠퍼스.
- 오카야마 현 오카야마 시 기타 구 시카타 정(鹿田町) 2-5-1.

## 조직

### 학부
- 문학부
- 교육학부
- 법학부
- 경제학부
- 이학부
- 의학부
- 치과학부
- 약학부
- 공학부
- 환경 이공학부
- 농학부
- Global Discovery Program

### 대학원
- 교육학 연구과 (석사과정)
- 사회문화과학 연구과
- 자연과학 연구과
- 보건학 연구과
- 환경학 연구과
- 의치약학(醫齒藥學) 종합 연구과
- 법무 연구과 (법과대학원)
- 연합학교 교육학 연구과 (박사과정)

### 부속 기관
- 도서관
- 오카야마 대학 병원
- 지구물질과학 연구 센터
- 자원생물과학 연구소